# スタッフ・スミス
スタッフ・スミス（Stuff Smith、1909年8月14日 - 1967年9月25日）は、アメリカのジャズ・ヴァイオリニスト。「If You're a Viper」（オリジナルのタイトルは「You'se a Viper」）という曲でよく知られている。
スミスは、ステファン・グラッペリ、ミシェル・ワーロップ、スヴェンド・アスムッセン、レイ・ナンス、ジョー・ヴェヌーティとともに、スウィング時代のジャズにおける傑出したヴァイオリニストの一人であった。

## 略歴
彼は1909年にアメリカ合衆国オハイオ州ポーツマスで生まれ、父親と共にヴァイオリンを学んだ。スミスは、ジャズを演奏するために主として受けた影響とインスピレーションとしてルイ・アームストロングを挙げ、アームストロングのようにボーカリストにして楽器演奏者でもあった。1920年代に、彼はアルフォンス・トレントのバンドでメンバーとしてテキサスにて演奏を行った。ニューヨークに移住した後、1935年からオニキス・クラブでセクステットと定期的に演奏するようになり、コールマン・ホーキンス、チャーリー・パーカー、ディジー・ガレスピー、そして後にサン・ラとも共演した。
1936年にVocalion Recordsと契約した後、彼は「I'se a Muggin'」というヒットを手にし、スタッフ・スミス・アンド・ヒズ・オニキス・クラブ・バンドとして売り出された。1936年にVocalion、1937年にデッカ、1939年から1940年までVarsityにてレコーディングを行った。
彼はナット・キング・コール・トリオのアルバム『アフター・ミッドナイト』の数曲でフィーチャーされている。
最初の野外ジャズ・フェスティバルと見なされている1938年のランドールズ島における「カーニバル・オブ・スウィング」でのスミスによるパフォーマンスの一部が、オーディオ・エンジニアのウィリアム・サヴォリーが録音していたディスクに予期せず発見された。これは、当時のラジオからセルフ録音され、その後長い間忘れ去られていたものであった。ニュース映画の映像はいくつか残っていたものの、ハーレム国立ジャズ博物館の事務局長であるローレン・シェーンベルクがディスクを2012年に入手するまで、フェスティバルの音声は残っていないと考えられていた。
スミスはビバップの動向に批判的だったが、彼自身のスタイルこそがスウィングとビバップの間の移り変わりを表している。彼は、ヴァイオリンに電気増幅技術を使用した最初のヴァイオリニストであるとされている。彼は、ルイ・アームストロングとエラ・フィッツジェラルドがキャリアを通じて頻繁に演奏した「It's Wonderful」（1937年）の作者の一人であった。スミスは1965年にコペンハーゲンに移り、ヨーロッパで活躍し、1967年にミュンヘンで亡くなった。デンマークのユトランド半島にあるクラクリング墓地に埋葬されている。
スタッフ・スミスは、1958年の肖像写真「A Great Day in Harlem」で撮影された57人のジャズ・ミュージシャンの1人である。

## ディスコグラフィ

### リーダー・アルバム
- Stuff Smith (1957年、Verve)
- Dizzy Gillespie and Stuff Smith (1957年、Verve)
- 『ハヴ・ヴァイオリン、ウィル・スウィング』 - Have Violin, Will Swing (1958年、Verve)
- Sweet Swingin' Stuff (1959年、20th Century Fox)
- Cat on a Hot Fiddle (1960年、Verve)
- Herb Ellis & Stuff Smith Together! (1963年、Epic)
- 『スタッフ&ステッフ』 - Stuff and Steff (1966年、Barclay) ※with ステファン・グラッペリ
- 『ヴァイオリン・サミット』 - Violin Summit (1967年、SABA) ※with ステファン・グラッペリ、スヴェンド・アスムッセン、ジャン＝リュック・ポンティ
- Black Violin (1972年、MPS)
- 『ヴァイオリンズ・ノー・エンド』 - Violins No End (1984年、Pablo) ※with ステファン・グラッペリ
- The 1943 Trio (1988年、Circle)
- 『ライヴ・アット・ザ・モンマルトル』 - Live at the Montmartre (1988年、Storyville)
- Hot Violins (1991年、Storyville) ※with Svend Asmussen, Poul Olsen
- 『レイト・ウーマンズ・ブルース』 - Late Woman Blues (2001年、Storyville) ※with アンリ・シェクス
- Five Fine Violins: Celebrating 100 Years (2010年、Storyville)

### 参加アルバム
エラ・フィッツジェラルド
- Ella Fitzgerald Sings the Duke Ellington Songbook Volume One (1975年、Verve)
- The Duke Ellington Songbook, Volume Two: The Small Group Sessions (1982年、Verve)

ディジー・ガレスピー
- Dee Gee Days: The Savoy Sessions (1976年、Savoy)
- Dizzy Gillespie (1952年、Dee Gee)
- 『ザ・チャンプ』 - The Champ (1956年、Savoy)
- 『スクール・デイズ』 - School Days (1957年、Regent)

サン・ラ
- Deep Purple (1973年、Saturn)
- Dreams Come True (1973年、Saturn)
- Sound Sun Pleasure!! (1991年、Evidence)

その他
- ナット・キング・コール : 『アフター・ミッドナイト』 - After Midnight (1956年、Capitol)
- ロイ・エルドリッジ / カウント・ベイシー・オーケストラ : Americans in Sweden - Roy Eldridge 1957, Count Basie 1954 (1983年、Jazz Society)
- アール・ハインズ : Hine's Tunes (1987年、France's Concert)
- ジーン・クルーパ & チャーリー・ヴェンチュラ : Town Hall Concert Vol. 2 (1974年、London)
- カーメン・マクレエ : Sessions, Live (1976年、Calliope)
- レッド・ニコルス : Sessions, Live (1976年、Calliope)
- ベン・ウェブスター : Ben and the Boys (1976年、Jazz Archives)